# Afikim
Afikim (hebrejsky אֲפִיקִים, doslova "Říční koryta", anglicky Afikim, v oficiálním seznamu sídel Afiqim) je vesnice typu kibuc v Izraeli, v Severním distriktu, v Oblastní radě Emek ha-Jarden.

## Geografie
Leží v Galileji v nadmořské výšce 203 metrů pod mořskou hladinou 2 kilometry jižně od břehů Galilejského jezera poblíž soutoku řek Jordán a Jarmuk v oblasti s intenzivním zemědělstvím.
Vesnice se nachází cca 12 kilometrů jihojihovýchodně od města Tiberias, cca 100 kilometrů severovýchodně od centra Tel Avivu a cca 57 kilometrů jihovýchodně od centra Haify. Afikim obývají Židé, přičemž osídlení v tomto regionu je ryze židovské.
Afikim je na dopravní síť napojen pomocí dálnice číslo 90.

## Dějiny
Afikim byl založen v roce 1932. Zakladateli osady byla skupina židovských přistěhovalců z organizace ha-Šomer ha-Cair, kterým se podařilo roku 1924 opustit Sovětský Svaz. Pracovali pak jako kolektiv na různých místech tehdejší britské Palestiny a roku 1932 se nastěhovali sem, do nynější lokality. Osadníci zde od počátku rozvíjeli intenzivní zemědělskou výrobu založenou na zavlažování.
Koncem 30. let 20. století se v Afikim pořádaly kurzy létání, formálně organizované společností Aviron, fakticky napojené na židovskou ozbrojenou organizaci Hagana. Prvních 10 absolventů ukončilo kurz v červenci 1939.
Během války za nezávislost v roce 1948 sloužil Afikim jako jedna z hlavních základen elitních židovských jednotek Palmach. Po válce zde bylo centrum polovojenských osadnických oddílů Nachal.
Roku 1949 měl kibuc 860 obyvatel a rozlohu katastrálního území 1 906 dunamů (1,906 kilometru čtverečního).
Ekonomika obce je založená na zemědělství, průmyslu a turistickém ruchu. V roce 2003 kibuc prošel privatizací.

## Demografie
Obyvatelstvo kibucu Afikim je sekulární. Podle údajů z roku 2014 tvořili naprostou většinu obyvatel v kibucu Afikim Židé - cca 1400 osob (včetně statistické kategorie "ostatní", která zahrnuje nearabské obyvatele židovského původu ale bez formální příslušnosti k židovskému náboženství, cca 1500 osob).
Jde o menší sídlo vesnického typu s dlouhodobě stagnující populací (v roce 2009 ovšem prudký nárůst v souvislosti se započtením výsledků sčítání lidu z roku 2008). K 31. prosinci 2014 zde žilo 1480 lidí. Během roku 2014 populace stoupla o 1,0 %. Jde o nejlidnatější kibuc v Oblastní radě Emek ha-Jarden. Výhledově zde má bydlet až 650 rodin.
| Rok            | 1948 | 1949 | 1961 | 1972 | 1983 | 1995 | 2001 | 2003 | 2004 | 2005 | 2006 | 2007 | 2008 | 2009 | 2010 | 2011 | 2012 | 2013 | 2014 |
| -------------- | ---- | ---- | ---- | ---- | ---- | ---- | ---- | ---- | ---- | ---- | ---- | ---- | ---- | ---- | ---- | ---- | ---- | ---- | ---- |
| Počet obyvatel | 998  | 860  | 1243 | 1352 | 1370 | 1179 | 1050 | 1013 | 985  | 988  | 976  | 974  | 986  | 1427 | 1421 | 1427 | 1443 | 1466 | 1480 |